# Кухиња у Паризу
Кухиња у Паризу (рус. Ку́хня в Пари́же) jе руски филм из 2014. године. Филм представља наставак треће сезоне телевизијске серије Кухиња.

## Радња
Познати московски ресторан налази се на врхунцу славе. Баш у том ресторану двоје запослених, Максим и Вика, планирају да приреде своју дуго очекивану свадбу. Али баш на дан свадбе председници Русије и Француске желе да у том ресторану одрже пословни ручак. Нажалост, ручак доживљава фијаско па је особље ресторана приморано да свој посао пресели у Париз.

## Улоге
| Глумац             | Улога                 |
| ------------------ | --------------------- |
| Дмитриј Назаров    | Виктор Петрович       |
| Марк Богатарјев    | Максим Лавров         |
| Јелена Поткаминска | Викторија Сергејевнa  |
| Дмитриј Нагијев    | он сам                |
| Виктор Хорињак     | Костја Константинович |
| Олга Кузмина       | Настја Анисимова      |
| Михаил Тарабукин   | Феђа Михаилович       |
| Сергеј Лавгин      | Сења Андрејевич       |
| Никита Тарасов     | Луи Бенуа             |
| Џиб Покте          | Балтазар Бартоломеј   |
| Сергеј Епишев      | Љова Семијонович      |
| Олег Табаков       | Петар Аркадијевич     |